# Vincenc Červinka (politik)
Vincenc Červinka (22. dubna 1901 Zlín – 11. července 1982 Gottwaldov) byl český a československý politik Komunistické strany Československa, poúnorový poslanec Národního shromáždění ČSR, Národního shromáždění ČSSR a Sněmovny lidu Federálního shromáždění a představitel města Gottwaldov.

## Biografie
Ve volbách roku 1954 byl zvolen do Národního shromáždění za KSČ ve volebním obvodu Gottwaldov-venkov. Mandát obhájil ve volbách v roce 1960 (nyní již jako poslanec Národního shromáždění ČSSR za Jihomoravský kraj) a ve volbách v roce 1964. V parlamentu setrval do konce funkčního období do roku 1968.
Byl také ve dvou obdobích představitelem města Gottwaldov. Předsedou Jednotného národního výboru v Gottwaldově byl zvolen 3. září 1952. Do té doby zastával post náměstka předsedy KNV v Gottwaldově. K 24. květnu 1954 ale Jednotný národní výbor v Gottwaldově v rámci správní reformy zanikl a s ním skončilo i působení Vincence Červinky v čele tohoto města. Opětovně se hlavou městské správy stal 24. června 1960, kdy byl zvolen předsedou Městského národního výboru v Gottwaldově. Na této pozici setrval do 9. července 1964. Za jeho druhého mandátu začala v Gottwaldově výstavba panelového sídliště v Malenovicích a začalo zastřešování zimního stadionu.
Po federalizaci Československa usedl roku 1969 do Sněmovny lidu Federálního shromáždění, kde setrval do konce volebního období, tedy do voleb v roce 1971.